# Croton gratissimus
Croton gratissimus es una especie de arbusto o pequeño árbol originario de África tropical que pertenece a la familia de las euforbiáceas.

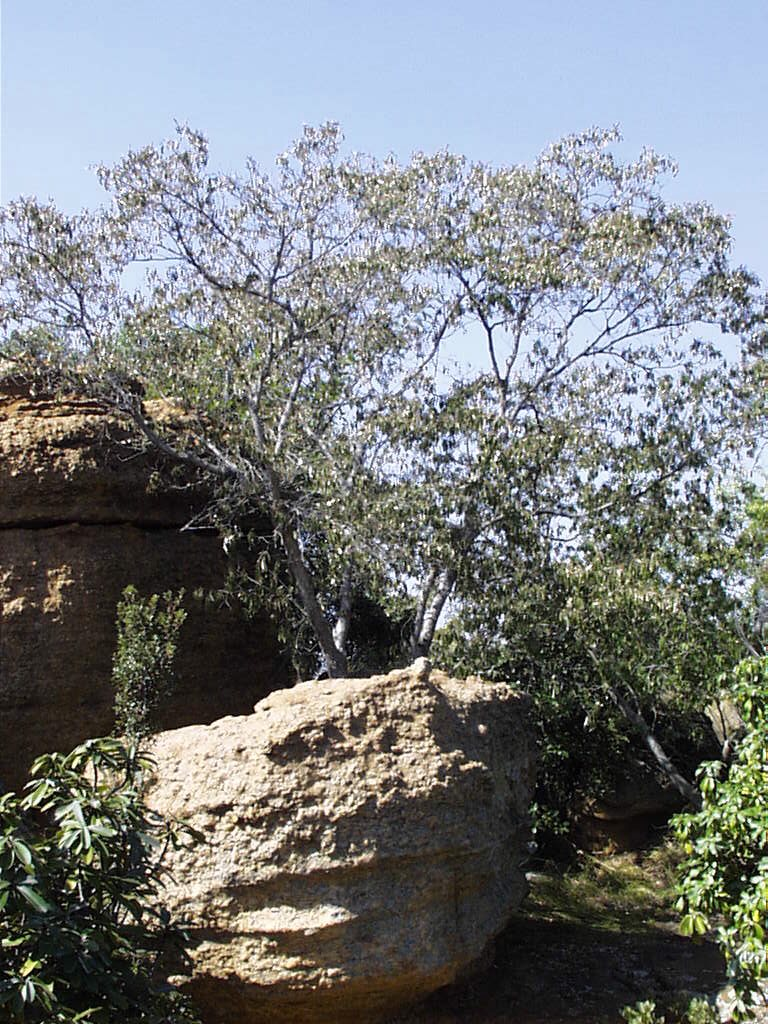
Vista de la planta en su hábitat.

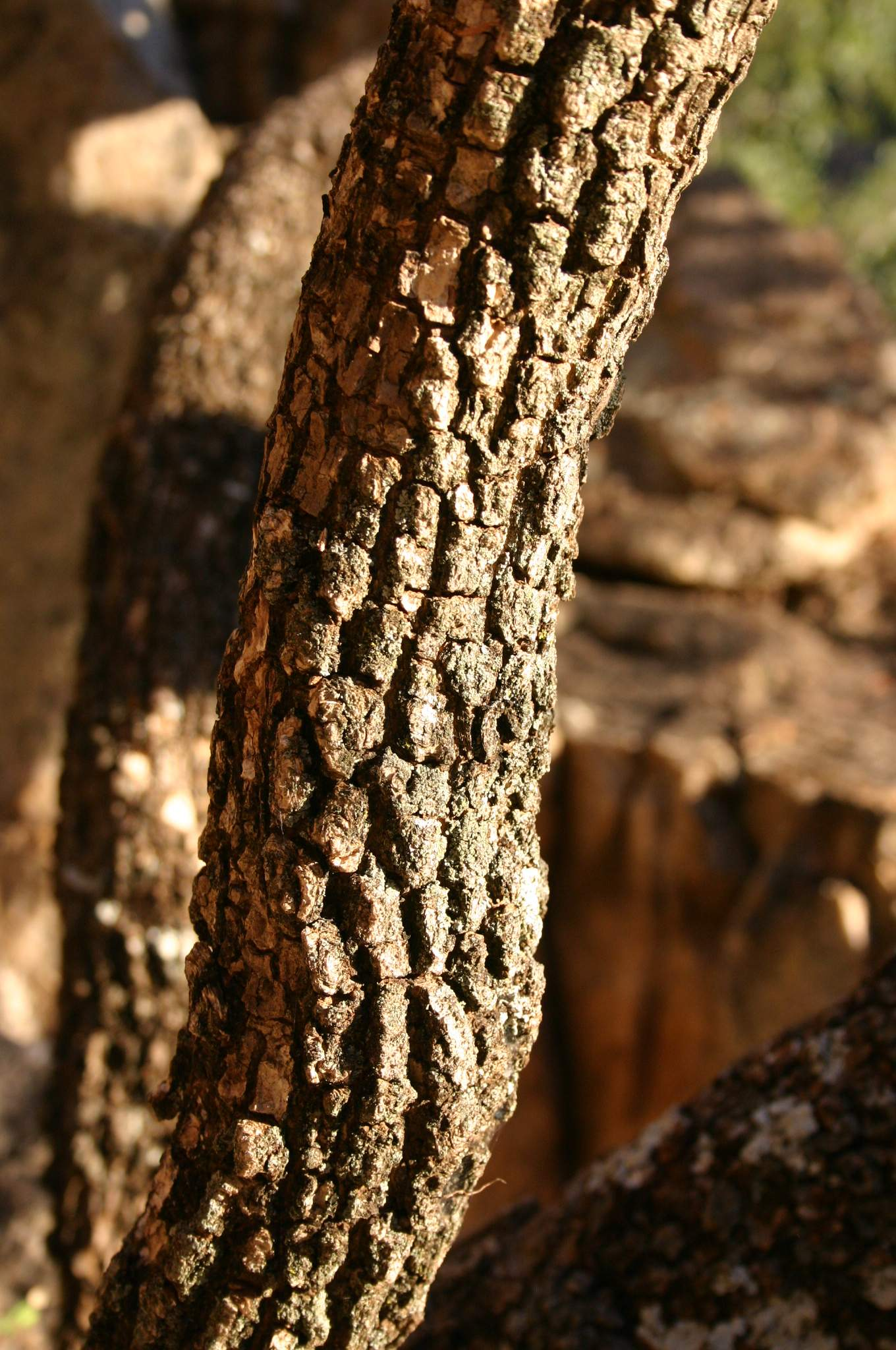
Tronco.

## Distribución
La especie se encuentra en Etiopía, Sudán del Sur, Sudán, Kenia, Uganda, Costa de Marfil, Burkina Faso, Gambia, Ghana, Guinea, Nigeria, Angola, Malaui, Mozambique, Zambia, Zimbabue y el norte de Sudáfrica donde se encuentra a menudo en terreno rocoso.

## Descripción
Las hojas machacadas, delgado-pecioladas son agradablemente perfumadas y con un aceite esencial aromático que recuerda a Acorus calamus. Las hojas son de color plata en la superficie inferior y salpicada de glándulas marrones. La inflorescencia es un racimo terminal de flores amarillas de hasta 10 cm de largo. Los capullos de color rojizo, están presentes durante todo el invierno, abren después de las primeras lluvias. El fruto es una cápsula de 3 lóbulos, de unos 10 mm de diámetro y densamente escamosos.

## Propiedades
De la corteza del árbol se obtiene el toxalbumin crotina y diterpeno crotonin.

## Usos
Los Bantus y bosquimanos utilizan extractos de la corteza de esta especie para una serie de propósitos medicinales. Se utiliza tradicionalmente como un febrífugo, astringente, catártico y un remedio para la hidropesía , la indigestión, pleuritis, trastornos uterinos , el reumatismo y la neuralgia intercostal.

## Taxonomía
Croton gratissimus fue descrita por William John Burchell y publicado en Travels in the interior of South Africa 2: 263. 1824.
Etimología
Ver: Croton
gratissimus: epíteto latino que significa ‘el más agradable’.
Variedades
- Croton gratissimus var. gratissimus
- Croton gratissimus var. subgratissimus (Prain) Burtt Davy

Sinonimia
- Oxydectes gratissima (Burch.) Kuntze[6][7]

- var. gratissimus
  - Croton amabilis Müll.Arg.
  - Croton antunesii Pax
  - Croton microbotryus Pax
  - Croton welwitschianus Müll.Arg.
  - Croton zambesicus Müll.Arg.
  - Oxydectes amabilis (Müll.Arg.) Kuntze
  - Oxydectes welwitschiana (Müll.Arg.) Kuntze
  - Oxydectes zambesica (Müll.Arg.) Kuntze

- var. subgratissimus (Prain) Burtt Davy
  - Croton subgratissimus Prain